# Collada Ampla del Càvet
La Collada Ampla del Càvet és una collada situada a 1.544,9 metres d'altitud en el terme municipal de Conca de Dalt (antic terme de Toralla i Serradell), al Pallars Jussà, a l'àmbit del poble de Serradell.
Es troba a la carena de la Serra de Sant Salvador, a ponent del Tossal del Càvet. Més a llevant hi ha la Collada Estreta del Càvet. D'aquesta collada davalla cap al sud la Coma Engaliu i cap al nord el barranc de Pla Mià.